# Mosaïque Solitaire
Singles de Damso
Tueurs
(2017) TieksVie
(2018)
Clip vidéo
[vidéo] « Damso - Γ. Mosaïque Solitaire », sur YouTube
Pistes de Ipséité
B. #QueDuSaalVie
(2) Δ. Dieu ne ment jamais
(4)
Mosaïque Solitaire ou Γ. Mosaïque Solitaire est une chanson du rappeur belge Damso extrait de l'album Ipséité. Le titre parait ainsi dans le disque le 28 avril 2017.
Il est promu en tant que single, le 16 mars 2018. Le même jour sort le clip.
Le single rencontre le succès lors de sa sortie et est certifié single de diamant en France.

## Classements

### Classements hebdomadaires
| Classements                             | Meilleure position |
| --------------------------------------- | ------------------ |
| France (SNEP)                           | 6                  |
| Belgique (Wallonie Ultratop 50 Singles) | 14                 |

### Classements annuels
| Classement (2017) | Position |
| ----------------- | -------- |
| France (SNEP)     | 46       |
| Classement (2018) | Position |
| France (SNEP)     | 138      |

## Certification
| Pays   | Organisme | Certification | Seuil                            |
| ------ | --------- | ------------- | -------------------------------- |
| France | SNEP      | Diamant       | 35 millions d'équivalent streams |